# Eduardo Abuchaibe Ochoa
Eduardo José Abuchaibe Ochoa (Riohacha, 1929-Bogotá, 8 de octubre de 2005) fue un político y abogado colombiano.
Le correspondió dar posesión a dos presidentes de Colombia como consecuencia de ser el primero de la lista en orden alfabético del Congreso de la República de Colombia. Ellos fueron: Carlos Lleras Restrepo, en 1966, y Misael Pastrana, en 1970.

## Biografía
Estudió Derecho en la Sede Principal de la Universidad Libre de Colombia, pero solo se graduó hasta 1970.
Fue Representante a la Cámara por la Intendencia de La Guajira en las legislaturas 1962-1964 y 1964-1966. De allí dio el salto al Senado, en el cual estuvo en las legislaturas 1966-1970, 1978-1982 y 1982, presidiéndolo en dos ocasiones: En 1966 y en 1970-1972.
Entre 1979 y 1981 fue Gobernador de La Guajira, departamento cuya fundación impulsó, y en 1997 fue nombrado Embajador en República Dominicana.